# Paleoschizothorax diluculum
Paleoschizothorax diluculum — вимерлий вид коропоподібних риб родини коропових (Cyprinidae), що існував в олігоцені. Описаний у 2022 році. Скам'янілі рештки риби знайдено у Цайдамській котловині на північно-східній околиці Тибетського нагір'я в Китаї. Їх виявлено у відкладеннях формації Шанганьчайгоу, приблизно за 15 км на північний схід від міста Хуатугоу у повіті Маннай (Хайсі-Монголо-Тибетська автономна префектура, провінція Цинхай).

## Етимологія
Назва виду diluculum з латинської означає «перше світло дня», посилаючись на очікування нових відкриттів про еволюційні наслідки примітивних шизоторацин (Schizothoracinae).